# Sonya Cassidy
Sonya Cassidy, född den 5 mars 1987 i Bristol, är en brittisk skådespelerska.
Sonya Cassidy har bland annat medverkat i TV-serierna The Paradise där hon spelade Clara, en av huvudrollerna. I serien Olympus spelade hon Oracle, en av de större rollerna. I TV-serien Reacher spelade hon Susan Duffy som hade en stor roll seriens tredje säsong.

## Filmografi (i urval)
- 2012–2013 – The Paradise (TV-serie)
- 2015 – Olympus (TV-serie)
- 2022 – The Last Kingdom (TV-serie)
- 2023 – Jakten på Raoul Moat (TV-serie)
- 2025 – Reacher (TV-serie)